# Fronteira Butão–Índia
A fronteira entre Butão e Índia é a linha que limita os territórios do Butão e da Índia. 
O ponto de passagem desta fronteira entre Phuntsholing (Butão) e Jaigaon (Índia) é a única via de acesso terrestre ao Butão aberta a estrangeiros, porque a fronteira Butão-China está encerrada desde há anos. Indianos e butaneses podem também passar a fronteira na cidade de Samdrup Jongkhar (capital de Samdrup Jongkhar) no sector oriental da linha limítrofe.